# 태평소

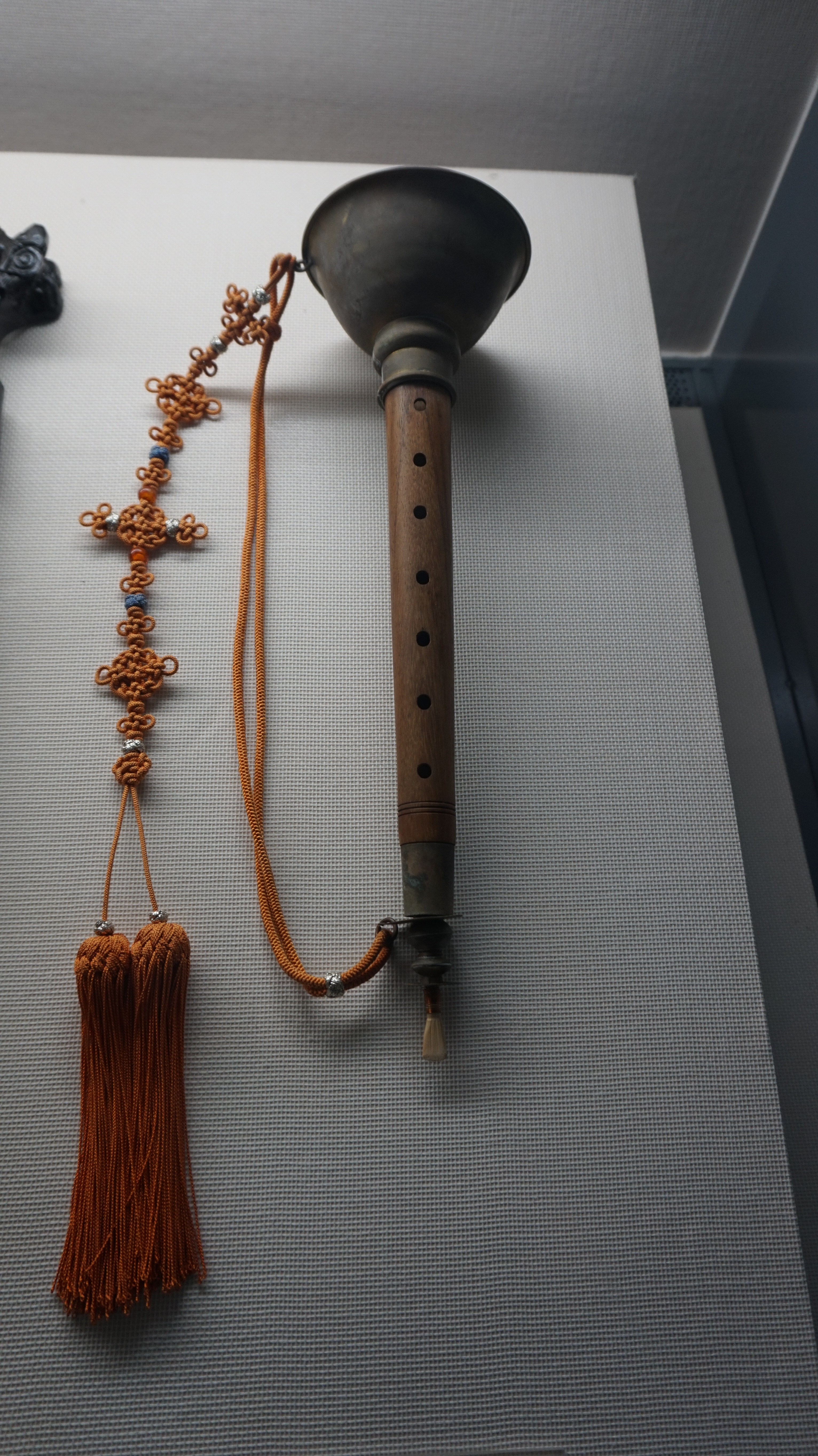
전시된 태평소

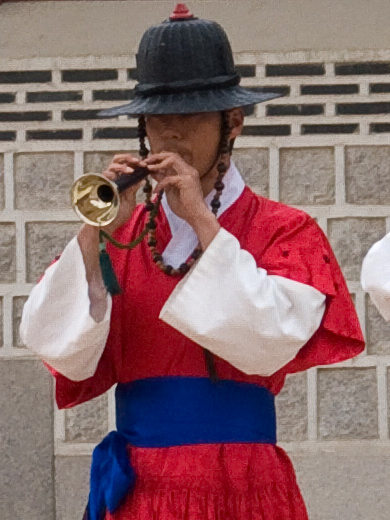
태평소 부는 모습

태평소(太平簫) 또는 새납은 고려 말 서남아시아에서 유래한 한국 전통 관악기로, 호적(胡笛), 쇄납, 쇄나, 날라리, 랄라리 등으로도 불린다. 국악기 중 특히 음이 높고 음량이 큰 악기이다. 한국의 대표악기 중 하나이다.
당악기, 쇄납·호적(胡笛), 혹은 날나리라고도 한다. 나무로 된 관에 겹서을 꽂아 부는 악기이다. 소리는 진중하지 못한 면이 있으나 화려하다. 종묘제향악·대취타·농악에 쓰인다. 호적은 본래 서역악기로 중국에서도 쓰였고 한국에서도 일찍부터 군악(軍樂)에 쓴 것 같으나, 확실한 연대는 알려져 있지 않다. 유자나무, 대추나무 등 단단한 나무의 속을 파서 길이 9치 2푼의 관을 만들되 부는 쪽이 가늘고 나발쪽이 약간 굵은 원추형으로 한다. 관대 앞에는 7개, 뒤에 1개의 구멍을 뚫고 끝에는 놋쇠로 나발주둥이(벌렁이－銅八郞)를 달고 위에는 놋쇠로 된 동구(조롱목－銅口)를 달고 여기 갈대로 된 서(혀－舌)를 꽂아 분다. 동구는 6푼, 주둥이는 5치이므로 태평소 전체의 길이는 1자 5치 2푼이다. 벌렁이의 안지름은 4치 5푼이다.

## 특징
몸통은 단단한 나무로 만드는데 아래로 갈수록 조금씩 굵어진다. 취구 부분에 동으로 만든 동구(銅口)가 덧대어 있으며, 몸통 끝에 소리를 키워 주는 나발 모양의 동팔랑(銅八郎)을 단다. 지공은 모두 여덟 개이고, 그중 제2공만 아래에 있다. 떨림판 구실을 하는, 갈대로 만든 작은 혀(대개 서라고 부른다.)를 동구(銅口)에 꽂아 분다. 태평소의 소리는 힘차고 민속의 심정을 그대로 반영하는 멋이 있지만 트럼펫보다 두 배 이상 큰 소리로, 별도로 연습할 공간이 필요하다.

## 같이 보기
- 한국 전통 악기